# Wyspy Oceanu Atlantyckiego
Wyspy położone na Oceanie Atlantyckim są dwojakiego rodzaju. Większe wyspy, jak Grenlandia czy Wyspy Brytyjskie stanowią geologicznie części kontynentów. Mniejsze archipelagi i samotne wyspy są pochodzenia wulkanicznego. Także Islandia jest wyspą wulkaniczną, powstałą nad plamą gorąca.
Poniższy artykuł zawiera listę ważniejszych wysp i archipelagów na Atlantyku. W nawiasie podana jest przynależność polityczna wysp. Lista jest ułożona według szerokości geograficznej wysp, z północy na południe.
Ze względu na większą liczbę wysp wydzielono osobne artykuły opisujące:
- wyspy Morza Bałtyckiego
- wyspy Morza Karaibskiego
- wyspy Morza Śródziemnego

## Północna część Oceanu Atlantyckiego
- Grenlandia (Dania)
- Islandia (Islandia)
  - przybrzeżne wyspy:
  - Grímsey
  - Surtsey
  - Hrísey
  - Vestmannaeyjar
- Wyspy Owcze (Dania)
- Wyspy Brytyjskie (Wielka Brytania)
  - Wielka Brytania (Wielka Brytania)
  - Irlandia (Irlandia/Wielka Brytania)
  - Szetlandy (Wielka Brytania)
  - Orkady (Wielka Brytania)
  - Hebrydy (Wielka Brytania)
    - Hebrydy Zewnętrzne (Wielka Brytania)
    - Hebrydy Wewnętrzne (Wielka Brytania)

  - Man (Wielka Brytania)
  - Anglesey (Wielka Brytania)
  - Scilly (Wielka Brytania)
  - Wight (Wielka Brytania)
  - Wyspy Normandzkie (Wielka Brytania)
- Saint-Pierre i Miquelon (Francja)
- Nowa Fundlandia (Kanada)
- Cape Breton (Kanada)
- Sable (Kanada)
- Long Island (USA)
- Azory (Portugalia)
  - São Miguel
  - Santa Maria
  - Terceira
  - Graciosa
  - São Jorge
  - Pico
  - Faial
  - Flores
  - Corvo
- Bermudy (Wielka Brytania)
- Madera (Portugalia)
  - Porto Santo
  - Ilhas Desertas
- Wyspy Selvagens (Portugalia)
- Wyspy Kanaryjskie (Hiszpania)
  - La Gomera
  - Gran Canaria
  - Lanzarote
  - Fuerteventura
  - El Hierro
  - La Palma
  - Teneryfa
- Florida Keys (USA)
- Wyspy Zielonego Przylądka (Republika Zielonego Przylądka)
  - Santo Antão
  - São Vicente
  - Santa Luzia
  - São Nicolau
  - Sal
  - Boa Vista
  - Maio
  - Santiago
  - Fogo
  - Brava

## Południowa część Oceanu Atlantyckiego
- Bioko (Gwinea Równikowa)
- Wyspa Książęca (Wyspy Świętego Tomasza i Książęca)
- Wyspa Świętego Tomasza (Wyspy Świętego Tomasza i Książęca)
- Annobón (Gwinea Równikowa)
- Rocas (Brazylia)
- Fernando de Noronha (Brazylia)
- Trindade i Martim Vaz (Brazylia)
- Wyspa Wniebowstąpienia (Wielka Brytania)
- Wyspa Świętej Heleny (Wielka Brytania)
- Tristan da Cunha (Wielka Brytania)
  - Gough Island
  - Inaccessible Island
  - Nightingale Island
- Falklandy (Wielka Brytania, sporne z Argentyną)
  - Falkland Wschodni
  - Falkland Zachodni
  - Georgia Południowa
  - Sandwich Południowy